# Gonomyia (Paralipophleps) spinistyla
Gonomyia (Paralipophleps) spinistyla is een tweevleugelige uit de familie steltmuggen (Limoniidae). De soort komt voor in het Neotropisch gebied.